# El tábano
El Tábano es una novela de la escritora irlandesa Ethel Voynich, publicada en 1897 (en junio en Estados Unidos; en septiembre del mismo año en Gran Bretaña), ambientada en la Italia de 1840 bajo el dominio de Austria, una época de revueltas y levantamientos turbulentos. La historia se centra en la vida del protagonista, Arthur Burton. Simultáneamente, corre a través de la historia un hilo de la trágica relación entre Arthur y su amor, Gemma. Es una historia de fe, desilusión, revolución, romance y heroísmo.

## Temas
El libro, ambientado durante el «Risorgimento» italiano, trata principalmente sobre la cultura de la revolución y los revolucionarios. Arthur, el homónimo Tábano, encarna al trágico héroe romántico, que alcanza la mayoría de edad y regresa del abandono para descubrir su verdadero lugar en el mundo y luchar contra las injusticias. El paisaje de Italia, particularmente los Apeninos, es un foco dominante del libro, con sus exuberantes descripciones de paisajes que transmiten los pensamientos y estados de ánimo de los personajes.

### Argumento
Arthur Burton, un católico inglés, viaja a Italia para estudiar para ser sacerdote. Descubre ideas radicales, renuncia al catolicismo, finge su muerte y abandona Italia. Mientras está fuera sufre grandes dificultades, pero regresa con gran fervor revolucionario. Se convierte en periodista, exponiendo ideas radicales en tratados satíricos brillantes publicados bajo el seudónimo de "El Tábano". Las autoridades locales pronto se dedican a capturarlo. Gemma, su amada, y el Padre Montanelli, su sacerdote (y también secretamente su padre biológico), muestran varias formas de amor a través de sus trágicas relaciones con el personaje principal de Arthur: religioso, romántico y familiar. La historia compara estas emociones con las experiencias de Arthur como un revolucionario, particularmente basándose en la relación entre los sentimientos religiosos y revolucionarios. Esto es especialmente explícito en el clímax del libro, donde las descripciones sagradas se entrelazan con reflexiones sobre el destino del Tábano. Finalmente, Arthur es capturado por las autoridades y ejecutado por un pelotón de fusilamiento. Montanelli también muere, perdiendo su fe y su cordura.
Es discutible hasta qué punto se puede establecer una comparación alegórica entre el Tábano y Jesús.

## Contexto
Según el historiador Robin Bruce Lockhart, Sidney Reilly (un aventurero y agente secreto ruso empleado por el Servicio Secreto de Inteligencia Británico) conoció a Ethel Voynich en Londres en 1895. Ethel Voynich fue una figura significativa no solo en la escena literaria victoriana tardía, sino también en los círculos de emigración rusa. Lockhart afirma que Reilly y Voynich tuvieron una relación sexual y viajaron juntos a Italia. Durante este coqueteo, Reilly aparentemente «mostró su alma a su amante», y le reveló la historia de su extraña juventud en Rusia. Después de que su breve aventura hubiera concluido, Voynich publicó en 1897 su aclamada novela, El Tábano, cuyo personaje central, Arthur Burton, supuestamente estaba basado en los primeros años de vida de Sidney Reilly.
En 2004, el escritor Andrew Cook sugirió que Reilly podría haber estado informando sobre Voynich y sus actividades políticas a William Melville de la División Especial de la Policía Metropolitana. En 2016, surgieron nuevas pruebas de la comunicación archivada entre Anne Fremantle, quien intentó hacer una biografía de Ethel Voynich, y un pariente de Ethel en el lado de Hinton. La evidencia demuestra que tuvieron algún tipo de relación entre Reilly y ella en Florencia en 1895.

## Popularidad
Con la naturaleza de un verdadero revolucionario siendo el tema central del libro, las reflexiones sobre la religión y la rebelión resultaron ser ideológicamente adecuadas y exitosas. El Tábano fue excepcionalmente popular en la Unión Soviética, la República Popular China e Irán, ejerciendo una gran influencia cultural.
En la Unión Soviética, El Tábano era de lectura obligatoria y el más vendido. De hecho, en el momento de la muerte de Voynich, se estima que El Tábano había vendido 2 500 000 copias solo en la Unión Soviética. Voynich no era consciente de la popularidad de la novela y no recibió sus derechos de autoría hasta que fue visitado por un diplomático en 1955.
En China, varios editores tradujeron el libro, y uno de ellos (China Youth Press) vendió más de 2 050 000 copias. Sin embargo, fue prohibido después de la ruptura sino-soviética.
El escritor irlandés Peadar O'Donnell recuerda la popularidad de la novela entre los prisioneros republicanos en la prisión de Mountjoy durante la guerra civil irlandesa. El compositor ruso Mijaíl Zhúkov convirtió el libro en una ópera (Овод, 1928). En 1955, el director soviético Aleksandr Faintsimmer adaptó la novela en una película del mismo título (Ovod, en ruso) para la cual Dmitri Shostakovich escribió la banda sonora. La Suite de El Tábano es un arreglo de selecciones de la banda sonora de Shostakovich por el compositor Levon Atovmian. Una segunda ópera fue compuesta por el compositor soviético Antonio Spadavecchia.
Por otro lado, en Italia, donde la trama tiene lugar durante la unificación italiana, la novela está totalmente descuidada: fue traducida tarde al italiano (en 1956) y nunca fue reimpresa: «Il figlio del cardinale» (literalmente, El hijo del cardenal). Una nueva edición, con el mismo título, salió en 2013.

## Adaptaciones teatrales
- 1898. «The Gadfly or the Son of the Cardinal», de George Bernard Shaw. Esta versión fue creada a petición de Voynich para evitar otras dramatizaciones.[8]
- 1899. «The Gadfly» de Edward E. Rose, encargado por Stuart Robson. Voynich describió esta versión como un "melodrama analfabeto", y trató de obtener una orden judicial para evitar que se realizara.[9]
- 1906. «Zhertva svobody» de L. Avrian (en ruso).
- 1916. «Ovod» de V. Zolotarëv (en ruso).
- 1940. «Ovod» de A. Zhelyabuzhsky (en ruso).
- 1947. «Ovid» de Yaroslav Halan (en ucraniano).
- 1974. «Zekthi» de Esat Oktrova (Telenovela; en albanés).

## Adaptación de radio
- 1989. «The Gadfly», BBC Radio 4, Saturday Night Theatre.[10]

## Ópera, ballet, adaptaciones musicales
- 1923. «Prazdnik krovi», melodrama en 6 actos con prólogo de S. I. Prokófiev (ópera) (en ruso).
- 1928. «Ovod» de Mikhail Zhukov (ópera) (en ruso).
- 1930. «Ovod», ópera en 4 actos de Alexander Ziks (ópera) (en ruso).
- 1958. «Ovod», ópera en 4 actos and 7 escenas de Antonio Spadavecchia (en ruso).
- 1967. «Ovod» de A. Chernov (ballet).
- 1982. «Rivares» de Sulkhan Tsintsadze (ballet). Adaptación cinematográfica: «Rivares», de B. Chkheidze (Georgia soviétca).
- 1983. «Ovod» de A. Kolker (musical de rock) (en ruso).

## Adaptaciones de película
- 1928. «Krazana», de Kote Mardjanishvili (Georgia soviética).
- 1955. «Ovod», de Aleksandr Faintsimmer (soviético). Shostakovich compuso su banda sonora. La suite de El Tábano (que incluye el movimiento Romance), que más tarde se hizo popular por derecho propio, es un arreglo de selecciones de la partitura de Shostakovich por el compositor Levon Atovmian.
- 1980. «Ovod» de Nikolai Mashchenko, protagonizada por Sergei Bondarchuk y Anastasiya Vertinskaya.[11][12][13]
- 1987. «Rivares». Película de B. Chkheidze (Georgia soviética).
- 2003. «Niumeng», dirigida por Wu Tianming (China).

## Otras adaptaciones
1976. «Bögöly (Vihar Itália felett)» (The Gadfly (Storm over Italy), en inglés), una adaptación de cómic condensado que se centró en los aspectos aventureros de la novela, de Tibor Cs. «Horváth y Attila Fazekas», publicado en húngaro, y posteriormente en polaco como «Szerszeń (Przygody Artura i Gemmy)» (The Hornet (The Adventures of Arthur and Gemma), en inglés).